# Grob-fragmentering
De Grob-fragmentering is een organische reactie waarbij een fragmentering optreedt van een alifatische keten, bestaande uit 5 atomen. Er ontstaan 3 fragmenten: een positief geladen ion dat atomen 1 en 2 omvat, een onverzadigd fragment dat atomen 3 en 4 bevat, en een negatief geladen ion dat als een leaving group kan beschouwd worden.
Het positief geladen ion kan een carbenium-, carbonium- of acyliumion zijn. Het neutraal (onverzadigd) fragment is een alkeen, alkyn of imine en het negatieve fragment is een tosylgroep of een hydroxide-anion.
De reactie is een 1,4-eliminatie en werd vernoemd naar de Zwitserse scheikundige Cyril A. Grob.

## Reactiemechanisme
Het specifiek reactiemechanisme van de Grob-fragmentering hangt af van het type reactant en de reactieomstandigheden. Het proces kan geconcerteerd verlopen, of in twee stappen. In dat laatste geval kan een carbokation optreden als intermediair, indien het negatieve fragment als eerste de molecule verlaat. Zo kan een hydroxylgroep afgesplitst worden met behulp van titanium(IV)chloride. Indien het positieve fragment de molecule als eerste verlaat, treedt een carbanion als intermediair op. Dit mechanisme komt vaker voor en wordt in de hand gewerkt door de aanwezigheid van een betere leaving group (zo is een tosylgroep een veel betere leaving group dan een hydroxylgroep).

## Toepassingen
Net zoals bepaalde andere fragmenteringen is ook de Grob-fragmentering uitermate geschikt voor de synthese van grote ringstructuren, zoals die voorkomen in macrocyclische verbindingen. Zo is de reactie succesvol toegepast bij de synthese van de parfumstof 5-muscenon ((3R,5E)-3-methylcyclopentadec-5-en-1-one):